# Nedo Nadi
Nedo Nadi   (Liorna, 9 de juny de 1894 - Portofino, 29 de gener de 1940) fou un tirador d'esgrima italià, un dels més destacats dels inicis del segle XX i guanyador de sis medalles olímpiques d'or.

## Biografia
Va néixer el 9 de juny de 1894 a la ciutat de Liorna, població situada a la província del mateix nom (Toscana), que en aquells moments formava part del Regne d'Itàlia i avui dia de la República italiana. Fou germà del també tirador i medallista olímpic Aldo Nadi. Va morir el 29 de gener de 1940 a la vila de Portofino, població situada a la província de Gènova.

## Carrera esportiva
Va participar, als 18 anys, en els Jocs Olímpics d'Estiu de 1912 celebrats a Estocolm (Suècia), on va aconseguir guanyar contra tot pronòstic la medalla d'or en la final individual de floret, així com finalitzar cinquè en la prova individual i per equips de sabre. Després del parèntesi realitzat en la celebració dels Jocs Olímpics a causa de la Primera Guerra Mundial, per la qual fou condecorat per la seva valentia pel govern italià, participà en els Jocs Olímpics d'Estiu de 1920 realitzats a Anvers (Bèlgica), on aconseguí guanyar la medalla d'or en les proves individuals de floret i sabre, així com en les proves per equips de floret, sabre i espasa.
Amb el seu èxit en els Jocs Olímpics d'estiu de 1920 es convertí en l'únic tirador, fins al moment, que ha guanyat una medalla d'or en cadascuna de les modalitats olímpiques d'esgrima. Així mateix, fins a l'èxit de Mark Spitz en els Jocs Olímpics d'estiu de 1972, on guanyà set medalles d'or, fou l'esportista que més medalles d'or havia aconseguit en uns Jocs Olímpics.
Entre 1935 i 1940 fou president de la Federació Italiana d'esgrima. Benito Mussolini va demanar a Nadi que entrenés l'equip d'esgrima italià que havia de disputar els Jocs Olímpics d'Estiu de 1936, cosa que ell acceptà.